# Marian Papahagi
Marian Papahagi (* 14. Oktober 1948 in Râmnicu Vâlcea; † 18. Januar 1999 in Rom) war ein rumänischer Romanist, Italianist, Rumänist und Literaturkritiker.

## Leben und Werk
Papahagi studierte in Klausenburg (Cluj-Napoca) (wo er 1968 bei Studienabschluss die Literaturzeitschrift Echinox mitbegründete) und Rom (Abschluss 1972). Er promovierte 1988 in Bukarest und war ab 1990 Professor für Romanistik und Prorektor der Universität Klausenburg (Babeș-Bolyai-Universität Cluj). Von 1997 bis zu seinem Tod war er Direktor der Accademia di Romania in Rom.

## Werke

### Monografien
- Exerciții de lectură, Cluj-Napoca  1976; Pitești 2003
- Eros și utopie. Eseuri, Bacau 1980
- Critica de atelier, Bukarest 1983
- Intelectualitate și poezie.  Studii despre lirica din Duecento, Bukarest 1985
- Cumpănă și semn. Studii, Bukarest 1990
- Fața și reversul. Eseuri, studii și note, Iași 1993
- Fragmente despre critică, Cluj-Napoca 1994
- Interpretări pe teme date, Bukarest 1995
- Rațiuni de a fi, hrsg. von Adrian Papahagi, Bukarest 1999 (postum)

### Herausgeber und Übersetzer
- (Übersetzer) Luigi Pareyson, Estetica. Teoria formativităyii, Bukarest 1977
- (Hrsg.) Emil-George Papahagi, Eseuri, Cluj-Napoca 1985
- (Übersetzer und Hrsg.) Eugenio Montale, Poezii, Cluj-Napoca 1988
- (Übersetzer und Hrsg.) Rosa Del Conte, Eminescu sau Despre Absolut, Cluj 1990, 2003
- (Hrsg. mit Mircea Zaciu und Aurel Sasu) Dictionarul esential al scriitorilor români, 4 Bde., Bukarest 1995–2002
- (Übersetzer) Dante Alighieri, Divina comedie. Infernul, hrsg. von Mira Mocan, Bukarest 2012